# Murchison Shire
Murchison Shire är en kommun i regionen Mid West i Western Australia i Australien. Kommunen har en yta på 41 173 km², och en folkmängd på 114 personer enligt 2011 års folkräkning. Murchison är Australiens enda kommun som helt saknar en stad. Befolkningen är mycket utspridd och återfinns i huvudsak på olika fårfarmer. Inom kommunen finns även ett antal aktiva och nedlagda gruvor.